# Habralebra alliodorae
Habralebra alliodorae är en insektsart som först beskrevs av Caldwell och Martorell 1952.  Habralebra alliodorae ingår i släktet Habralebra och familjen dvärgstritar. Inga underarter finns listade i Catalogue of Life.